# Gunnar Thoresen
Gunnar Nils Thoresen (21. července 1920, Larvik, Norsko — 30. září 2017) byl norský fotbalový útočník. Nastupoval i v norské fotbalové reprezentaci.
Jeho synem je fotbalista Hallvar Thoresen.

## Klubová kariéra
Na klubové úrovni hrál fotbal pouze v norském klubu Larvik Turn. S klubem se stal třikrát mistrem Hovedserien (v sezónách 1952/53, 1954/55 a 1955/56). Celkem dvakrát se stal nejlepším kanonýrem nejvyšší norské fotbalové ligy:
- v sezóně 1952/53 nastřílel 15 gólů (14zápasová sezóna, 15 gólů nastřílel i Per Jacobsen z Odds BK)
- v sezóně 1953/54 nastřílel 15 gólů (14zápasová sezóna)

## Reprezentační kariéra
V A-týmu norské fotbalové reprezentace debutoval 16. 6. 1946 v přátelském utkání proti týmu Dánska (výhra 2:1). Celkem odehrál v letech 1946–1959 za norský národní tým 64 zápasů a vstřelil 22 gólů.
Zúčastnil se LOH 1952 v Helsinkách.